# Aubazat

Aubazat este o comună în departamentul Haute-Loire, Franța. În 2009 avea o populație de 188 de locuitori.